# McMurdo-Sund
Der McMurdo-Sund (englisch McMurdo Sound) ist eine 56 km lange und ebenso breite Bucht des Rossmeers an der Scott-Küste des ostantarktischen Viktorialands. Ihre Westgrenze verläuft zwischen dem nördlichen Ausläufer der Brown-Halbinsel im Süden und Kap Roberts im Norden. Ihre nördliche Ausdehnung wird durch eine Linie zwischen Kap Roberts und Kap Bird am nordwestlichen Ende der Ross-Insel markiert. Die östliche Begrenzung entspricht der Küstenlinie der Ross-Insel zwischen Kap Bird und der neuseeländischen Scott Base auf der Hut-Point-Halbinsel. Die südliche Grenzlinie verläuft von der Scott Base vorbei am nördlichen Ausläufer von White Island zurück zum Ausgangspunkt auf der Brown-Halbinsel.

## Forschungsgeschichte
Entdeckt wurde der McMurdo-Sund am 17. Februar 1841 durch den britischen Seefahrer und Entdecker James Clark Ross bei dessen Expedition. Ein Jahr später wurde die Bucht nach dem britischen Leutnant Archibald McMurdo (1812–1875), der bei Ross’ Antarktisexpedition als Offizier an Bord der Terror gedient hatte, benannt.
Der McMurdo-Sund gehört zu den wenigen Küstenabschnitten der Antarktis, die jahreszeitlich eisfrei sind. Daher begannen am Sund einige der bekanntesten Polarexpeditionen. Die Discovery-Expedition (1901–1904) und die Terra-Nova-Expedition (1910–1913), beide unter der Leitung von Robert Falcon Scott, bezogen hier Quartier ebenso wie die Nimrod-Expedition (1907–1909) unter Ernest Shackleton.
Die Vereinigten Staaten errichteten 1955 die McMurdo-Station auf der Ross-Insel. Mit einer Besetzung von mehr als 200 Forschern ist sie die größte in der Antarktis. In unmittelbarer Nachbarschaft befindet sich die von Neuseeland am Pram Point errichtete Scott Base.
2011 entdeckten Forscher in einer Tiefe von zehn Metern ein aktives Leck, das sie ab 2016 wissenschaftlich erforschen konnten. Die Ergebnisse dieser Forschungen wurden 2020 in der Zeitschrift „Proceedings of the Royal Society“ veröffentlicht. Ihnen zufolge setzt das Leck seit Jahren Methan frei.

## Eisberge

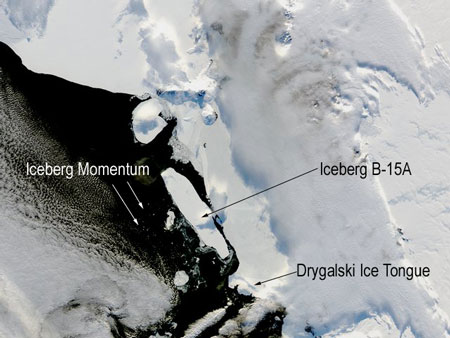
Das aus dem Eisberg B-15 hervorgegangene Bruchstück B-15 A

In den letzten Jahren wurde in den internationalen Massenmedien über den Sund berichtet, da bis zu 200 km lange Eisberge den Meeresabschnitt versperrten. Im Dezember 2000 brach der 11.600 km² große Eisberg B-15 vom Ross-Schelfeis. ab. Dies ist bis heute der größte jemals gemessene Eisberg. Dass sich in den letzten Jahren immer häufiger solche Eisberge bilden, sehen Forscher als Auswirkung der globalen Erwärmung.

Wegen der vielen Eisberge und bedingter Eisfreiheit sowie vieler Pinguinkolonien ist der Sund auch für Naturfilmer und -fotografen interessant, so hat sich ein kleiner Tourismusbetrieb entwickelt.